# KV-13
De KV-13 was een experimentele middelzware tank van de Sovjet-Unie, ontworpen tijdens de Tweede Wereldoorlog in 1941/1942. De tank werd ontwikkeld op de onderbouw van de KV-1 door het ontwerpbureau SKB-2 van de Chelyabinsk-Kirovfabriek, als een universele tank ter vervanging van de T-34 en KV-1.

## Ontwikkeling
Het eerste prototype van de KV-13 werd gebouwd in de lente van 1942, waarna het getest werd in de herfst van dat jaar. De mechanische betrouwbaarheid bleek slecht en het pantser moest worden versterkt, terwijl er ook behoefte was naar een driemanskoepel. Terwijl men twee aangepaste voertuigen begon te bouwen in december 1942, werden de werkzaamheden gestopt, om de activiteiten meer te kunnen concentreren op de T-34. Verdere ontwikkelingen van de gemodificeerde KV-13 resulteerden in de bouw van de IS-1 in 1943, met daarna de aanvang van de IS-serie.